# Giga-
Giga (símbol G) és un prefix del Sistema Internacional que indica un factor de 10⁹, o 1.000.000.000. Confirmat el 1960, prové del Grec antic γίγας, gígas, que significa gegant.
Per exemple;
1 gigàmetre = 1 Gm = 10⁹ metres
1 gigagram = 1 Gg = 10⁹ grams
1 gigasegon = 1 Gs = 10⁹ segons
1 gigatona = 1Gt = 10⁹ tones o 1000 milions de tones
En informàtica giga vol dir 1 073 741 824 (10243 o 2³⁰), en lloc de 1 000 000 000, en les unitats de gigabyte. Per a resoldre aquesta ambigüitat, s'ha proposat el terme gibibyte i gibibit per al valor 2³⁰ bytes i 2³⁰ bits. Però la utilització d'aquest terme no està gaire estesa. Tot i així hi ha termes informàtics, com la velocitat de transferència de dades, on un Gigabit/segon = 1 000 000 000 bits/segon.
Per exemple;
Els discs òptics tenen una capacitat que pot variar de 650 MB (megabyte) per un simple CD-ROM, a un DVD-ROM de 4,7 Gb = 4,7 × 1 073 741 824 bytes fins a 50 GB en un BD-RE DL.